# پلاتیا (۱۹۲۸)
پلاتیا (۱۹۲۸) (به انگلیسی: MS Palatia (1928)) یک کشتی بود که طول آن ۱۱۴ متر (۳۷۴ فوت) بود. این کشتی در سال ۱۹۲۸ ساخته شد.